# Écouché-les-Vallées
Écouché-les-Vallées is een gemeente in het Franse departement Orne (regio Normandië). De plaats maakt deel uit van het arrondissement Argentan. Écouché-les-Vallées is op 1 januari 2016 ontstaan door de fusie van de gemeenten Batilly, La Courbe, Écouché, Loucé, Saint-Ouen-sur-Maire en Serans. Écouché-les-Vallées telde op 1 januari 2022 2.193 inwoners.

## Geografie
De oppervlakte van Écouché-les-Vallées bedroeg op 1 januari 2022 41,23 vierkante kilometer; de bevolkingsdichtheid was toen 53,2 inwoners per km².

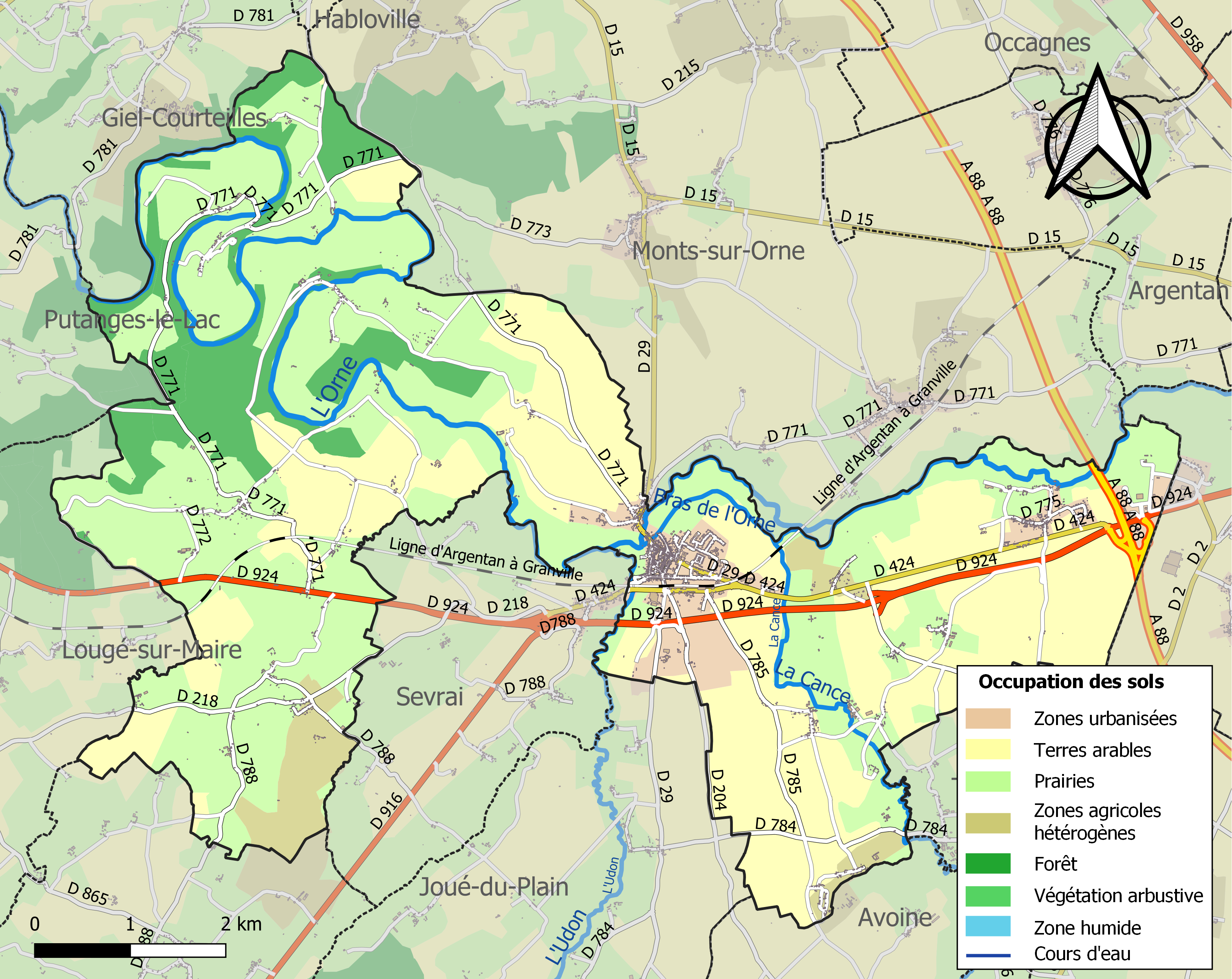
Kaart van de gemeente met belangrijkste infrastructuur, bodemgebruik en omliggende gemeenten

## Verkeer en vervoer
In de gemeente ligt spoorwegstation Écouché.